# Джоберти, Винченцо
Винченцо Джоберти (итал. Vincenzo Gioberti; 5 апреля 1801 года, Турин, Сардинское королевство — 26 октября 1852 года, Париж, Вторая Французская республика) — итальянский философ-онтолог, государственный и политический деятель, публицист, священник. Известен борьбой с психологизмом в философии и попытками дать политике философское обоснование.

## Биография

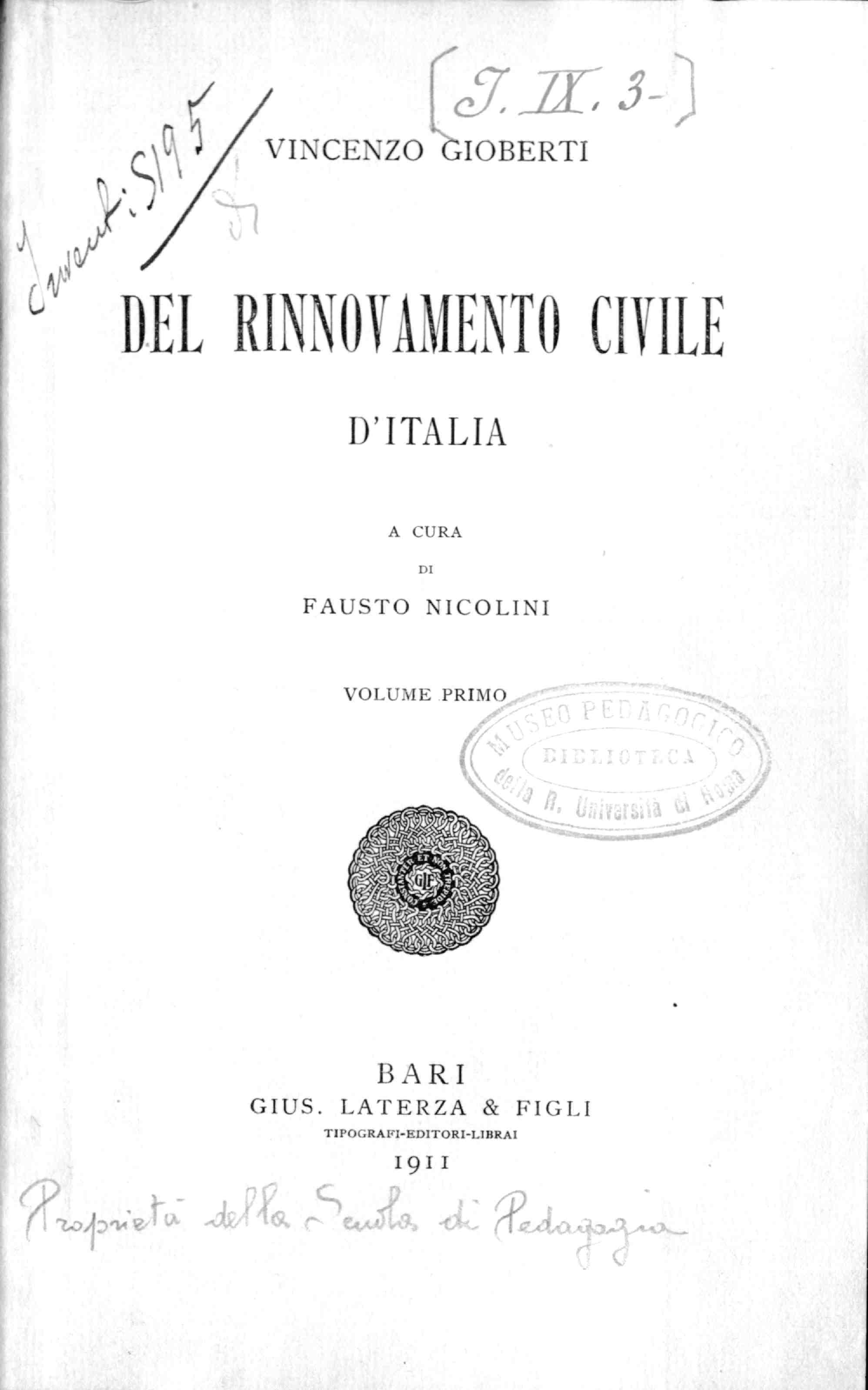
Del rinnovamento civile d’Italia, 1911

Родился в Турине в 1801 году. Рано потерял родителей. В 1822 году закончил теологический факультет Туринского университета, а в 1825 году стал профессором теологии. Через три года получил должность придворного капеллана.
Несколько позднее из-за своих патриотических воззрений был обвинён в причастности к заговору республиканцев, арестован и в 1833 году выслан. Некоторое время прожил Париже, в 1834 году переехал в Брюссель, где получил должность в частном учебном заведении, принадлежавшем итальянцу. К брюссельскому периоду жизни относится написание большей части его трудов, среди которых особенно широкую известность получило «Моральное и гражданское превосходство итальянцев» (1843). В этой книге Джоберти, апеллируя к славному прошлому, стремился к нравственному и политическому возрождению. Также он задавался целью примирить папство с либерализмом. Однако Григорий XVI вместе с курией отрицательно отнеслись к идее единого итальянского государства под руководством папы.
Вернулся в Турин в 1847 году вследствие объявленной амнистии. Стал депутатом, вскоре — лидером оппозиции, а уже в 1848 году возглавил правительство Сардинского королевства. Его политическая программа предусматривала борьбу Пьемонта за независимость и объединение Италии в федерацию государств. Тем не менее на посту председателя Совета министров Джоберти продержался недолго — всего несколько месяцев, в связи с негативным отношением к республиканцам Тосканы и Папского государства и препятствованием упразднению светской власти папы. Был направлен послом в Париж, после отзыва посольства остался там в качестве частного лица. Отказался от предложенной пенсии и прочих привилегий, занимался литературной деятельностью. После провала революций 1848 года и усиления реакции папства опубликовал произведение «О гражданском возрождении Италии», где жёстко раскритиковал иезуитов, духовенство и нерешительную пьемонтскую монархию. В конце концов труды Джоберто были внесены в Индекс запрещённых книг.
Скончался внезапно от апоплексического удара 26 октября 1852 года, похоронен в Турине.

## Произведения
- «Теория сверхъестественного» (1838)
- «Введение в изучение философии» (1839—1840)
- «Рассуждение о философской доктрине Виктора Кузена» (1840)
- «Письма о философских и политических взглядах Ламенне» (1841)
- «О философских заблуждениях Антонио Розмини» (т. 1—3, 1841)
- «Протология» (1857)
- «Философия откровения» (1857)